# Jüdischer Friedhof (Krnov)
Koordinaten: 50° 5′ 5,3″ N, 17° 43′ 31,4″ O

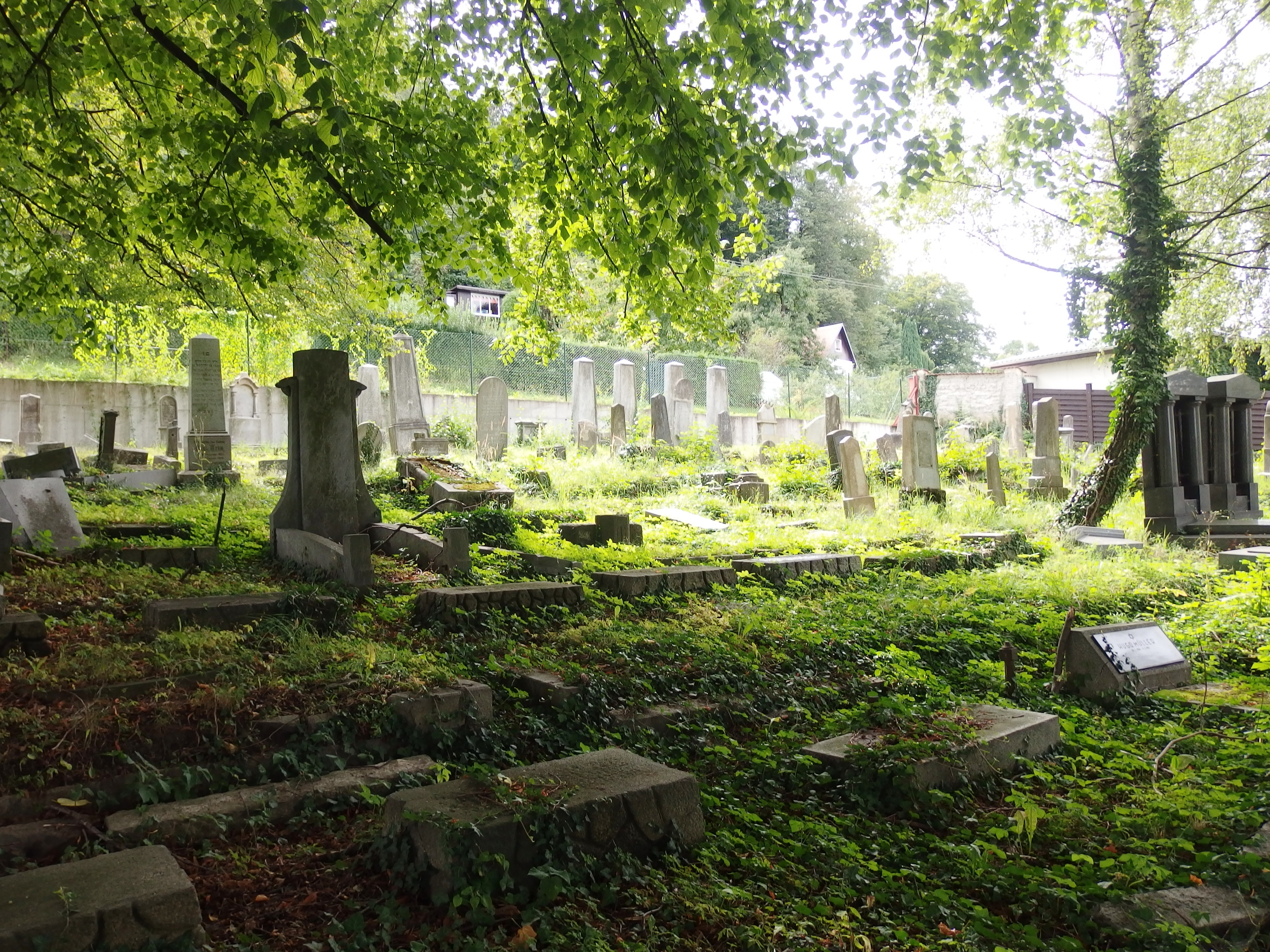
Jüdischer Friedhof in Krnov

Der Jüdische Friedhof in Krnov (deutsch Jägerndorf), einer tschechischen Stadt im Okres Bruntál in der Region Mährisch-Schlesien, wurde 1874 angelegt. Der jüdische Friedhof liegt an der Troppauer Straße unterhalb des Burgberges.
Auf dem circa 3550 Quadratmeter großen Friedhof, der 1939 von SS-Männern verwüstet wurde, sind heute noch mehrere hundert Grabsteine mit hebräischen, tschechischen und deutschen Inschriften vorhanden.